# Архив Чешской короны
Архив Чешской короны (чеш. Archiv České koruny) — собрание исторических документов, устанавливающих правовые основы существования Чешского королевства и деятельности высших должностных лиц чешского государства. Архив Чешской короны является не только важнейшим архивным фондом Чехии и одним из символов чешской государственности, но и уникальнейшей и ценнейшей архивной единицей в масштабах Европы. В 1988 году он был внесён в список национальных памятников культуры Чешской Республики. Хранится в Национальном архиве Чехии в Праге.
Архив Чешской короны включает в себя 2 525 инвентарных номеров, под которыми значится 2 822 архивных документа (включая последующие дополнения), охватывающих период с 1158 по 1935 годы. Ядро архива составляют документы, конституирующие правовое положение короля Чехии и статус Чешского королевства с составе Священной Римской империи и Австро-Венгрии. Под инвентарным номером 1 в архиве хранится грамота императора Фридриха I Барбароссы от 18 января 1158 года, которой чешскому князю Владиславу II даруется наследственное право носить королевский венец.